# 9239 van Riebeeck
9239 van Riebeeck eller 1997 JP15 är en asteroid i huvudbältet som upptäcktes den 3 maj 1997 av den belgiske astronomen Eric W. Elst vid La Silla-observatoriet. Den är uppkallad efter Jan van Riebeeck.
Asteroiden har en diameter på ungefär 3 kilometer.